# Le Nizan
Le Nizan – miejscowość i gmina we Francji, w regionie Nowa Akwitania, w departamencie Żyronda.
Według danych na rok 1990 gminę zamieszkiwały 312 osoby, a gęstość zaludnienia wynosiła 21 osób/km² (wśród 2290 gmin Akwitanii Le Nizan plasuje się na 868. miejscu pod względem liczby ludności, natomiast pod względem powierzchni na miejscu 764.).